# Тапас
Та́пас (санскр. तपस्, Tapas IAST; «гарячість», «тепло», «жар», «аскеза») — у ведичній релігії та індуїзмі, цей термін вживається переносно, і зазначає духовне страждання, вмертвлення плоті або акти аскетизму, а також духовний екстаз йогіна чи іншої людини, що практикує тапас. Прикметник тапасвін означає бідний, нещасний, бідолашний, а також «аскетик, той хто практикує аскетичні акти».
Через тапас йогін чи духовний шукач може «спалити» негативну енергію або запобігти її накопиченню, очищаючи шлях до духовного розвитку.
Тапас є одним із приписів ніями, другого щабля раджа-йоги, де він означає аскетичний запал, духовний екстаз, наполегливість.